# Goa (ort)
Goa är en ort i Burkina Faso.   Den ligger i regionen Boucle du Mouhoun, i den centrala delen av landet, 150 km väster om huvudstaden Ouagadougou. Goa ligger 288 meter över havet och antalet invånare är 651.
Terrängen runt Goa är platt, och sluttar österut. Närmaste större samhälle är Toma, 17,6 km norr om Goa.
Omgivningarna runt Goa är en mosaik av jordbruksmark och naturlig växtlighet. Runt Goa är det ganska glesbefolkat, med 48 invånare per kvadratkilometer.